# Taborio (Eita)
Taborio ist ein Ort im Süden des Tarawa-Atolls in den zum Inselstaat Kiribati gehörenden Gilbertinseln im Pazifischen Ozean. Der Ort liegt auf der Insel Eita. 2020 hatte der Ort 1406 Einwohner.

## Geographie
Taborio ist ein Ort am „Rumpf“, der westlich verlaufenden Riffkrone im Süden von Tarawa. Er liegt am westlichen Ende der Insel Eita, gegenüber der Insel Ambo, mit welcher er durch einen Fahrdamm verbunden ist. Im Osten schließt sich der Ort Tangintebu an.

## Klima
Das Klima ist tropisch heiß, wird jedoch von ständig wehenden Winden gemäßigt. Ebenso wie die anderen Orte des Tarawa-Atolls wird Taborio gelegentlich von Zyklonen heimgesucht.